# Spiegelhof

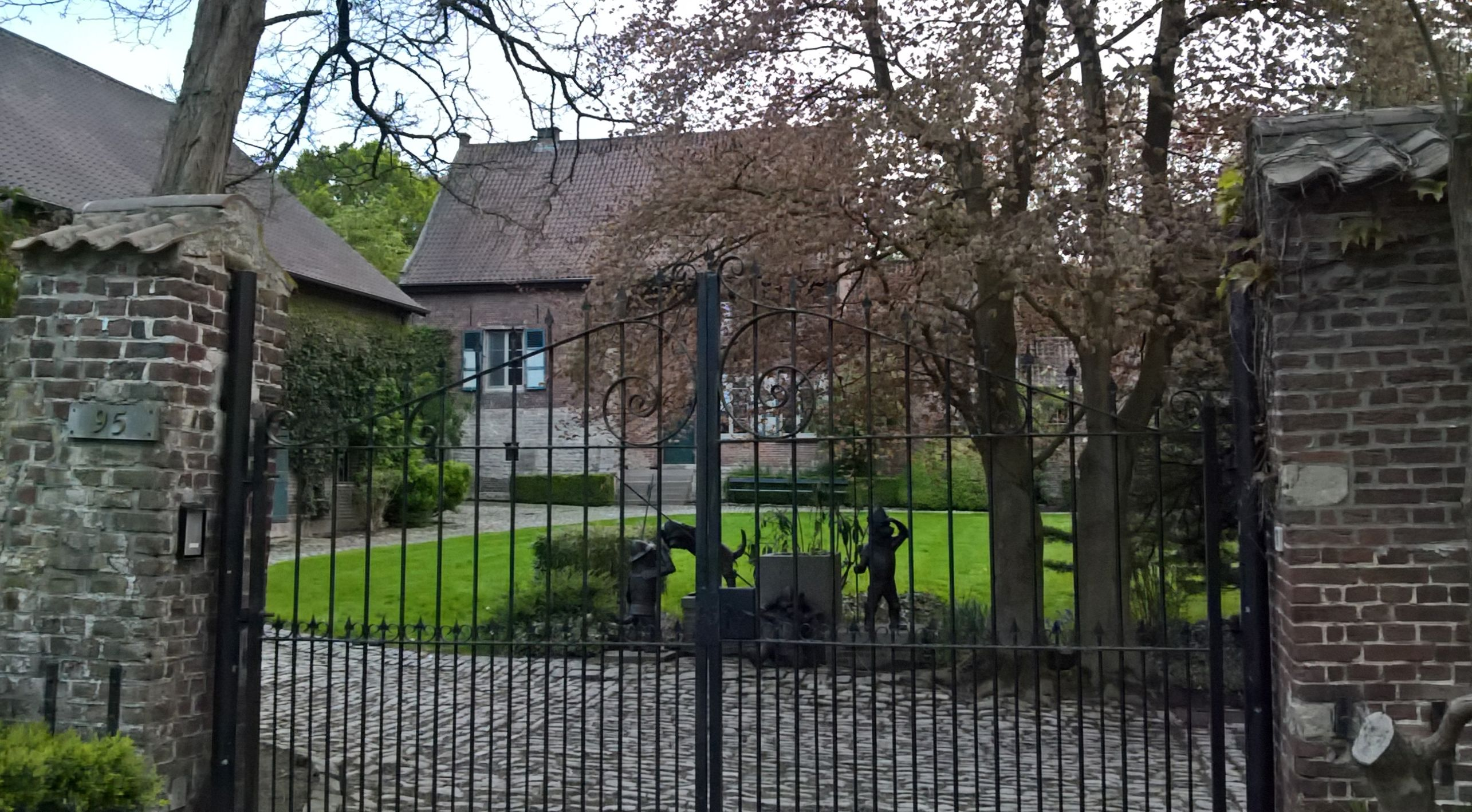
Spiegelhof

Het Spiegelhof of Hof ter Spiegele is een Grimbergse semi-gesloten hoeve in de Maalbeekvallei en is genoemd naar de bewoners uit de 15e eeuw. Eertijds was het een pachthof van de heren van Grimbergen waarvan de oudste vermelding teruggaat tot 1433. Oudere benamingen voor de hoeve zijn "Hoff te Spieghel" en "Hoefakker". Het woonhuis klimt op tot het begin van de 17e eeuw.
De hoeve werd in 1971 gerestaureerd en bij M.B. van 9 juli 1980 beschermd als monument binnen het dorpsgezicht "de maalbeekvallei".